# Jeanne Villepreux-Power
Jeanne Villepreux-Power (Juillac, 25 september 1794 - Juillac, 25 januari 1871) was een Franse natuuronderzoekster. Ze was de eerste die het aquarium gebruikte om het mariene leven te bestuderen. Ze bewees dat Argonauta argo zijn eigen schelpen produceert, in tegenstelling tot ze te verwerven.

## Eerbetoon
De Internationale Astronomische Unie heeft een patera op de planeet Venus hernoemd naar Jeanne Villepreux-Power. Deze patera, genaamd de Villepreux-Power Patera, bevindt zich op de volgende coördinaten: breedtegraad 22° zuid en lengtegraad 210° oost.
In 2007 organiseerde het museum Cloître de Tulle een tentoonstelling ter ere van Jeanne Villepreux-Power.